# Sinthgunt

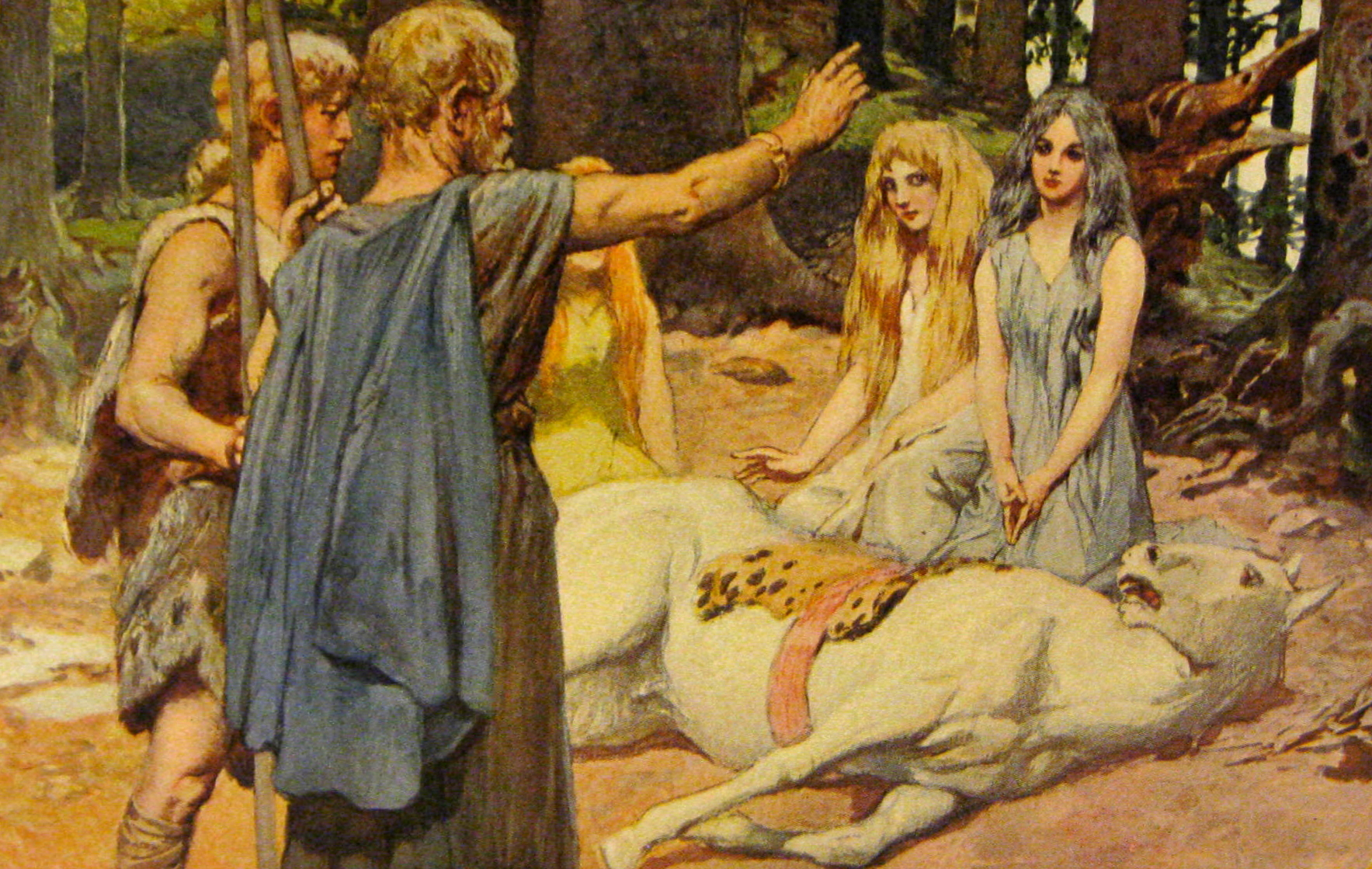
"Wodan Heals Balder's Horse" (1905) de Emil Doepler

Sinthgunt é uma figura da mitologia germânica, atestada apenas no Encantamento de Merseburg do século IX ou X do alto-alemão antigo. No encantamento, Sinthgunt é referida como a irmã do sol personificado, Sunna (cujo nome é uma aliteração de Sinthgunt), e as duas irmãs são citadas como produtoras de feitiços para curar o cavalo de Phol, uma figura também não atestada. As duas são seguidas por Friia e Uolla, também aliterativas e declaradas como irmãs.
Como Sinthgunt não é atestado, seu significado é desconhecido, mas existem algumas teorias acadêmicas sobre seu papel na mitologia germânica com base em etimologias propostas e o significado potencial de sua colocação dentro do encantamento.

## Etimologia
A etimologia de Sinthgunt não é clara. No manuscrito original, Sinthgunt é escrito Sin ht gunt (ênfase adicionada). No século XIX, Sophus Bugge manteve estritamente essa leitura, propondo um composto complexo baseado no germânico *Sin-naχt-gund, ou seja, "o que anda à noite". Como resultado do emparelhamento com Sunna, o sol personificado, essa etimologia foi interpretada como uma referência à Lua. No entanto, essa leitura gerou problemas; a lua na mitologia germânica é considerada masculina, exemplificada na personificação da lua na mitologia nórdica, Máni, uma figura masculina. Segundo Simek, o registro histórico carece de evidências de qualquer culto de corpos celestes personificados entre os antigos povos germânicos.
Schaffner rejeita esta etimologia, assim como Eichner, porque o primeiro elemento Sinht- não pode ser baseado no pressuposto germânico anterior *sinχt. Tal forma germânica teria gerado o alto alemão antigo *sīht pela mudança regular de som. O Sinthgunt alterado pressupõe um composto proto-germânico *Senþa-gunþjō, o primeiro elemento significando "ataque, campanha (militar)", o segundo "luta". Essa interpretação se encaixa perfeitamente com outros nomes femininos do alto alemão antigo, como Sindhilt (de *Senþa-χilðijō, com seu segundo elemento também significando "luta", cf. Nórdico antigo hilðr, inglês antigo hild). Além disso, Simek também menciona a interpretação "corpo celestial, estrela".

## Posicionamento
As figuras Fulla (Uolla) e Frigg (Fríia) são atestadas juntas em fontes nórdicas antigas posteriores (embora não como irmãs), e foram propostas teorias de que Fulla pode ter sido um aspecto de Frigg. Essa noção resultou em uma teoria de que uma situação semelhante pode ter existido entre as figuras de Sinthgunt e Sól, na medida em que os dois podem ter sido entendidos como aspectos um do outro, em vez de figuras totalmente separadas. Da mesma forma, Wolfgang Beck a analisou como uma deusa subordinada da comitiva de Sunna, uma espécie de "deusa da situação", com base em sua aparência única nas fontes.
Como Sinthgunt aparece junto a Sunna, que também é mencionada apenas no Segundo Encantamento de Merseburg como uma personificação (literária) do Sol, no século XIX, com Jacob Grimm, especulou-se que Sinthgunt também poderia ser uma divindade astral não especificável. Sophus Bugge associou o nome a Sól ("Sol") e Máni ("Lua"), figuras da mitologia nórdica, e propôs uma etimologia, mantendo as grafias manuscritas, de uma provavelmente incorreta (segundo Eichner, Schaffner) composição complexa do germânico Sin-naχt-gund como "aquela que caminha pela noite".
Friedrich Kauffmann agrupou Sinhtgunt como uma valquíria no século IXX, porque os elementos -gund e -hild aparecem com frequência em seus nomes. Stefan Schaffner e Heiner Eichner mais recentemente concordaram com ele, com base no artigo de Günter Müller sobre os poderes de cura das valquírias.
Karl Heim rejeitou Kauffmann e agrupou Sinhtgunt com os Idisi do primeiro Encantamento de Merseburg, como um grupo especialmente definido de deusas germânicas.